# جزيرة مشعاب
جزيرة مِشعاب أو المقطع هي إحدى جزر المملكة العربية السعودية التي تقع في الخليج العربي، وتعد الجزيرة أقصى جزر السعودية في الخليج العربي من جهة الشمال. تتبع الجزيرة إدارياً المنطقة الشرقية شرق السعودية، وتبلغ مساحة الجزيرة كيلو متر مربع وتبعد عن أقرب نقطة من الساحل 0.4 ميل بحري.